# Sri Ganganagar
Sri Ganganagar est une ville située dans l'état du Rajasthan, près de la frontière avec le Pakistan, en Inde. Elle aurait selon le recensement de 2011, 254 760 habitants. 